# Augusztus 2.
Augusztus 2. az év 214. (szökőévben 215.) napja a Gergely-naptár szerint. Az évből még 151 nap van hátra.
Névnapok: Lehel + Alfonz, Alfonza, Alfonzin, Alfonzina, Elfrida, Gusztáv, Lél, Mária, Mia, Miett, Mietta, Özséb, Polli, Regő, Regölő, Regös, Regős, Szerénusz

## Események
- I. e. 338 – A makedónellenes szövetség (Thébai, Phokisz, Korinthosz, Akhaia, Athén) Khaironeia mellett döntő vereséget szenved.
- I. e. 216 – A cannaei csatában Hannibál karthágói hadvezér legjelentősebb győzelmét aratta a Római Köztársaság haderői ellen.
- 1828 – I. Radama madagaszkári király öngyilkossága után főfeleségét, Ramavo királynét kiáltják ki Madagaszkár királynőjévé I. Ranavalona néven (uralkodik haláláig, 1861-ig).
- 1870 – Franciaország megtámadja Poroszországot, megkezdődik a porosz–francia háború.
- 1914 – Német csapatok jelennek meg Luxemburgban, válaszul Franciaország mozgósítja haderejét.
- 1932 – Carl David Anderson felfedezi a pozitront, a kozmikus sugárzásban az elektron antirészecskéjét.
- 1933 – megkezdődik a Gödöllőn rendezett 4. Cserkész Világdzsembori, az egyetlen Magyarországon rendezett cserkész találkozó.
- 1934 – Hindenburg német birodalmi elnök halála után Adolf Hitler megszerzi az elnöki és a kancellári hatalmat is (vezér és nemzeti kancellár lesz).
- 1940 – A Vörös Hadsereg elfoglalja Besszarábiát, létrejön a Moldáv SZSZK.
- 1945 – Véget ér a potsdami konferencia, többek közt megállapodás születik a mai lengyel-német határról (Odera-Neisse határvonal) és Berlin négy megszállási övezetre osztásáról.
- 1945 – A Beneš-dekrétumok megfosztják állampolgárságuktól a szlovákiai magyarokat és németeket.
- 1958 – Életfogytiglani börtönbüntetésre ítélik Göncz Árpádot.
- 1971 – Az Apollo–15 űrhajósa, David Scott egy madártoll és egy kalapács leejtésével szemlélteti a szabadesést a Holdon.
- 1990 – Irak lerohanja Kuvaitot, megkezdődik az első öbölháború.
- 2018 – A Vatikán – Ferenc pápa döntése alapján, megváltoztatva korábbi tanítását – elfogadhatatlannak nyilvánítja a halálbüntetést. (A korábbi pápák – még a XX. században is – elfogadták a halálbüntetést, ahogy Ferenc elődje, XVI. Benedek is.)[1]

## Sportesemények
Formula–1
- 1953 –  német nagydíj, Nürburgring - Győztes: Giuseppe „Nino” Farina (Ferrari)
- 1959 –  német nagydíj, AVUS - Győztes: Tony Brooks (Ferrari)
- 1964 –  német nagydíj, Nürburgring - Győztes: John Surtees (Ferrari)
- 1970 –  német nagydíj, Hockenheimring - Győztes: Jochen Rindt (Lotus Ford)
- 1981 –  német nagydíj, Hockenheimring - Győztes: Nelson Piquet (Brabham Ford)
- 1998 –  német nagydíj, Hockenheimring - Győztes: Mika Häkkinen (McLaren Mercedes)

## Születések
- 1696 – I. Mahmud, az Oszmán Birodalom 25. szultánja († 1754)
- 1814 – Tavasi Lajos pedagógus († 1877)
- 1829 – Felix Philipp Kanitz magyar származású osztrák műtörténész, térképész, régész és etnográfus († 1904)
- 1834 – Frédéric Auguste Bartholdi (er. Amilcar Hasenfratz) elzászi szobrászművész, a New York-i Szabadságszobor alkotója († 1904)
- 1898 – Nagy Ernő olimpiai bajnok vívó († 1977)
- 1899 – Szabolcsi Bence magyar művészettörténész, zenetörténész, az MTA tagja († 1973)
- 1905 – Myrna Loy Oscar-díjas amerikai színésznő († 1993)
- 1908 – Kardos Tibor irodalomtörténész, filológus, az MTA tagja, a magyarországi reneszánsz humanizmus kutatója († 1973)
- 1918 – Mezey Lajos magyar színész († 2006)
- 1919 – Sallai Kornélia Jászai Mari-díjas magyar színésznő († 2003)
- 1922 – Agárdy Gábor Kossuth-díjas és kétszeres Jászai Mari-díjas színész, a nemzet színésze († 2006)
- 1923 – Simón Peresz lengyelországi születésű izraeli politikus, Izrael Állam 9. elnöke († 2016)
- 1925 – Jorge Rafael Videla tábornok, 1976–1981 között Argentína államfője († 2013)
- 1925 – Vámosi János magyar énekes († 1997)
- 1931 – Bolba Lajos eMeRTon-díjas magyar karmester, zenei szerkesztő († 2018)
- 1932 – Peter O’Toole ír születésű brit színész († 2013)
- 1934 – Jákó Vera magyar nótaénekesnő, előadóművész († 1987)
- 1934 – Maár Gyula Kossuth-díjas magyar filmrendező († 2013)
- 1939 – Wes Craven amerikai horrorfilm-rendező († 2015)
- 1940 – Giovannini Kornél magyar bábművész, színész, rendező, bábtervező, író
- 1943 – Max Wright amerikai színész († 2019)
- 1945 – Joanna Cassidy amerikai filmszínésznő
- 1947 – Massiel spanyol énekesnő
- 1949 – Farkas Bertalan magyar repülőtiszt, űrhajós
- 1950 – Horváth István magyar színész
- 1950 – Mathieu Carrière német születésű francia színész („Arsène Lupin”)
- 1958 – Csere László Jászai Mari-díjas magyar színész érdemes művész
- 1960 – Felhőfi-Kiss László Aase-díjas magyar színész
- 1962 – Alapi István Fonogram-díjas magyar gitáros, dalszerző. Az Edda Művek tagja.
- 1967 – Egressy Zoltán József Attila-díjas magyar író, költő
- 1968 – Kisfalvi Krisztina magyar színésznő
- 1968 – Stefan Effenberg német labdarúgó
- 1973 – Ullmann Mónika magyar színésznő
- 1975 – Kiss Szilvia magyar színésznő
- 1975 – Molnár Tamás háromszoros olimpiai bajnok magyar vízilabdázó
- 1976 – Kati Wilhelm háromszoros olimpiai bajnok és ötszörös világbajnok német sílövő.
- 1976 – Reyes Estevez spanyol sprinter
- 1976 – Sam Worthington ausztrál színész
- 1978 – Kárász Eszter magyar színésznő, előadóművész
- 1988 – Járosi Róbert Gábor magyar harcművész, amatőr filmes, esszéíró
- 1988 – Kormos Villő magyar műugró
- 1995 – Kristaps Porziņģis lett kosárlabdázó

## Halálozások
- 1100 – II. Vilmos angol király (* 1056 k.)
- 1589 – III. Henrik francia király[2] (* 1551)
- 1788 – Thomas Gainsborough, a 18. század egyik legjelentősebb angol festője (* 1727)
- 1813 – Diószegi Sámuel református lelkész, botanikus (* 1761)
- 1823 – Lazare Nicolas Marguerite Carnot francia tábornok, hadmérnök, matematikus, fizikus, politikus (* 1753)
- 1837 – Kállay Péter magyar földbirtokos, császári és királyi kamarás (* 1764)
- 1895 – Joseph Thomson skót utazó, felfedező, Afrika-kutató (* 1858)
- 1922 – Alexander Graham Bell, skót születésű amerikai tanár, a telefon feltalálója (* 1847)
- 1923 – Warren G. Harding, az Amerikai Egyesült Államok 29. elnöke, hivatalban 1921–1923-ig (* 1865)
- 1934 – Paul von Hindenburg német császári tábornok, első világháborús hadvezér, politikus, Németország köztársasági elnöke (* 1847)
- 1936 – Louis Blériot francia mérnök, gépkonstruktőr, a repülés úttörője (* 1872)
- 1945 – Pietro Mascagni olasz zeneszerző, a „Parasztbecsület” szerzője (* 1863)
- 1946 – Andrej Andrejevics Vlaszov szovjet-orosz katonatiszt, a Vörös Hadsereg tábornoka, a moszkvai csata hőse, Prága 1945-ös megmentője, német kollaboráns (* 1901)
- 1973 – Jean-Pierre Melville (er. Jean-Pierre Grumbach) francia filmrendező (* 1917)
- 1976 – Fritz Lang osztrák származású német–amerikai filmrendező (* 1890)
- 1976 – Muttnyánszky Ádám gépészmérnök, a Budapesti Műszaki Egyetem tanára, díszdoktora, Kossuth-díjas (* 1889)
- 1976 – Kalmár László magyar matematikus, az MTA tagja (* 1905)
- 1985 – Szegő Gizi grafikus, karikaturista (* 1902)
- 1997 – William S. Burroughs amerikai író, előadóművész (* 1914)
- 1998 – Szántó Piroska Kossuth-díjas magyar festőművész (* 1913)
- 2004 – Berényi Ferenc Munkácsy Mihály-díjas magyar festőművész (* 1927)
- 2004 – Henri Cartier-Bresson („HCP”) francia fényképész (* 1908)
- 2011 – Baruj Benacerraf venezuelai születésű Nobel-díjas amerikai orvos (* 1920)

## Nemzeti ünnepek, emléknapok, világnapok
- Augusztus 2-a a roma holokauszt, a porajmos nemzetközi emléknapja. Ezen az éjszakán emlékeznek a cigány holokausztra (Porajmos): 1944. augusztus 2-áról 3-ára virradó éjszaka háromezer cigányt mészároltak le Auschwitzban.

A Cigány Világszövetség 1972-es párizsi kongresszusának határozata alapján 
Magyarországon emellett a 2008–2009-es cigánygyilkosságokról is megemlékeznek. 
- Macedónia: a köztársaság kikiáltása